# Път на живота (музей)
 Тази статия е за музея.  За пътя вижте Път на живота.  
Централният военноморски музей „Пътят на живота“ е музей, посветен на историята на живота в Ленинград по време на блокадата и на участниците в събитията, случили се по време на Пътя на живота на Ладожкото езеро по време на Великата отечествена война. Създаден е през ноември 1968 г. Той е филиал на Централния военноморски музей „Петър Велики“.
По време на Великата отечествена война в сградата на музея в село Осиновец в Ленинградска област се е помещавала пекарна и щабът на военноморската база Осиновец на Ладожската военна флотилия, Червен ъгъл и столова.
Лодки доставят храна през Ладожското езеро до обсадения Ленинград.
Музеят е създаден със Заповед на главнокомандващия на ВМС № 443 от 14 ноември 1968 г.

## История
Първоначално музейните експозиции са заемали две стаи в местното селско училище. През септември 1972 г. сградата е ремонтирана и е създаден Съвет за подпомагане на филиала на Централния военноморски музей „Пътят на живота“; негов председател е контраадмирал в оставка С. В. Кудрявцев. Основен принос за дейността на музея и създаването на експозиции имат бивши командири на Ладожската военна флотилия, ветерани от армията и флота: вицеадмирал В. С. Чероков, председател на Съвета на ветераните на Ладожската военна флотилия З. Г. Русаков, бившият комисар на Ладожската военна флотилия Н. Д. Фенин, капитан 1-ви ранг, военен комисар на лидера на разрушителите „Ленинград“ през 1942 – 1943 г. П. Л. Редкин и други, както и научни сътрудници от архивните фондове на Централния военноморски музей.
Експозицията на музея включва материали от лични архиви; десет модела на кораби, създадени от моряци от Ленинградската военноморска база „Червено знаме“ и служители на Северозападното речно параходство; оригинални материали и документи, открити от членове на групи за издирване на артефакти, изследващи дъното на Ладожкото езеро.
Търсенето, доставката и постоянното акостиране на влекача Ижорец-8 е ръководено от ветерана от Ладога А. Н. Иванов.
Горковският автомобилен завод дарява на музея реставрирани автомобили ГАЗ-АА, използвани от шофьори по време на блокадата на Ленинград. Транспортният самолет Ли-2, който защитава небето над Ладога, е инсталиран от комсомолци от Северозападното управление на гражданската авиация. Оръдия Б-13 от канонерски лодки „Ладога“ и 76-мм оръдие от бронирана лодка на Ладожката военна флотилия са инсталирани през 1977 г.
През 1978 г. В. Ф. Павлюченко и П. Л. Редкин подготвят за публикуване музеен пътеводител „Пътят на живота“.  
През 2015 г. музеят е реставриран, територията на комплекса е озеленена, построени са нов насип и сграда за големи музейни експозиции, значително е разширена зоната за военна техника и е ремонтиран речният влекач „Ижорец-8“.
През 2019 г. директорът на Централния военноморски музей обявява планове за разширяване на територията, експозиционната база и логистиката на мемориалния комплекс.
Активно се въвежда в експлоатация съвременна компютърна техника; музеят разполага с интерактивно кафене за провеждане на военно-патриотични уроци, симулатор на военно превозно средство с програмата „Доставка на храна до Ленинград през леда на Ладожското езеро под обстрел и бомбардировки“, холографски театър и стрелбище.